# George Țucudean
George Ţucudean, né le 30 avril 1991 à Arad, Roumanie, est un footballeur international roumain.

## Carrière

### En club

#### Débuts en Roumanie (2009-2013)
Il commence sa carrière à l'UTA Arad en 2009, il est ensuite transféré au Dinamo Bucarest, où il s'y impose comme titulaire au bout d'une saison. 

#### Standard de Liège (2013-2014)
Le 31 janvier 2013, il signe un contrat de 4 ans et demi avec le Standard de Liège. Le transfert est évalué à 0,8M€. Il n'y reste qu'un an. 

#### Charlton Athletic (2014-2016)
En juillet 2014, il signe un contrat de 3 ans au Charlton Athletic, il y reste 2 ans et est ensuite prêté au Steaua Bucarest et à l'ASA Târgu Mureș.

#### Retour en Roumanie (depuis 2016)
Il rentre en Roumanie et joue successivement au Pandurii Târgu Jiu, au Viitorul Constanța puis au CFR Cluj.

### En sélection nationale
Il représente la sélection roumaine avec les moins de 17 ans, les moins de 19 ans, puis avec les espoirs.
Il reçoit sa première sélection chez les A le 8 octobre 2017, contre le Danemark, lors d'un match rentrant dans le cadre des éliminatoires du mondial 2018 (score : 1-1 à Copenhague).
Il marque son premier but en équipe de Roumanie le 24 mars 2018, en amical contre Israël. Le match se solde par une victoire roumaine 2-1.

## Palmarès

### En club

#### Avec le Dinamo Bucarest
- Vainqueur de la Coupe de Roumanie en 2012.
- Vainqueur de la Supercoupe de Roumanie en 2012.
- Finaliste de la Coupe de Roumanie en 2011.

#### Avec le Steaua Bucarest
- Champion de Roumanie en 2015.
- Vainqueur de la Coupe de Roumanie en 2015.
- Vainqueur de la Coupe de la Ligue roumaine en 2015.

#### Avec le Viitorul Constanța
- Champion de Roumanie en 2017.
- Finaliste de la Supercoupe de Roumanie en 2017.

#### Avec le CFR Cluj
- Champion de Roumanie en 2018 et 2019.
- Vainqueur de la Supercoupe de Roumanie en 2018.

### Distinction individuelle
- Élu Footballeur roumain de l'année : 2018
- Meilleur buteur du championnat roumain : 2018 et 2019